# Antero Ojala
Antero Ojala (n. 10 decembrie 1916, Terioki, Terijoki⁠(d), Rusia – d. 5 februarie 1982, Lappajärvi, Vaasa Province⁠(d), Finlanda) a fost un patinator de viteză ce a reprezentat Finlanda, medaliat olimpic. A participat la 2 ediții ale Jocurilor Olimpice (1936, 1948) în care a câștigat o medalie de bronz.